# Schachbundesliga 1998/99 (Frauen)
Die Saison 1998/99 war die achte Spielzeit der Schachbundesliga der Frauen. Aus der 2. Bundesliga waren der SV 1920 Hofheim, Rotation Berlin und die Spielvereinigung Leipzig 1899 aufgestiegen. Während die Berlinerinnen den Klassenerhalt erreichten, mussten Hofheim und Leipzig direkt wieder absteigen. Den dritten Abstiegsplatz belegte der SC Leipzig-Gohlis, da sich allerdings die Elberfelder Schachgesellschaft 1851 nach der Saison aus der Bundesliga zurückzog, blieb Leipzig-Gohlis erstklassig.
Der Titelverteidiger Elberfelder Schachgesellschaft 1851 gab nur zwei Unentschieden ab und wurde mit vier Punkten Vorsprung deutscher Meister.
Zu den gemeldeten Mannschaftskadern der teilnehmenden Vereine siehe Mannschaftskader der deutschen Schachbundesliga 1998/99 (Frauen).

## Abschlusstabelle
|     | Verein                                  | Sp | G | U | V  | MP    | Brett-P.  |
| --- | --------------------------------------- | -- | - | - | -- | ----- | --------- |
| 1.  | Elberfelder Schachgesellschaft 1851 (M) | 11 | 9 | 2 | 0  | 20:2  | 41,5:24,5 |
| 2.  | USV Halle                               | 11 | 6 | 4 | 1  | 16:6  | 37,0:29,0 |
| 3.  | Dresdner SC                             | 11 | 7 | 1 | 3  | 15:7  | 34,5:31,5 |
| 4.  | Hamburger SK                            | 11 | 6 | 2 | 3  | 14:8  | 39,5:26,5 |
| 5.  | Karlsruher Schachfreunde                | 11 | 5 | 2 | 4  | 12:10 | 35,5:30,5 |
| 6.  | SK Holsterhausen                        | 11 | 5 | 2 | 4  | 12:10 | 32,0:34,0 |
| 7.  | Krefelder Schachklub Turm 1851          | 11 | 4 | 3 | 4  | 11:11 | 33,0:33,0 |
| 8.  | Rodewischer Schachmiezen                | 11 | 5 | 1 | 5  | 11:11 | 32,5:33,5 |
| 9.  | Rotation Berlin (N)                     | 11 | 3 | 2 | 6  | 8:14  | 30,5:35,5 |
| 10. | SC Leipzig-Gohlis                       | 11 | 3 | 1 | 7  | 7:15  | 29,5:36,5 |
| 11. | Spielvereinigung Leipzig 1899 (N)       | 11 | 3 | 0 | 8  | 6:16  | 29,5:36,5 |
| 12. | SV 1920 Hofheim (N)                     | 11 | 0 | 0 | 11 | 0:22  | 21,0:45,0 |

## Entscheidungen
|     | Deutscher Meister: Elberfelder Schachgesellschaft 1851                                                                                              |
|     | Abstieg in die 2. Bundesliga der Frauen: Elberfelder Schachgesellschaft 1851 (freiwilliger Rückzug), Spielvereinigung Leipzig 1899, SV 1920 Hofheim |
| (M) | Meister der letzten Saison |
| (N) | Aufsteiger der letzten Saison |

## Kreuztabelle
| Ergebnisse | Ergebnisse                          | 1. | 2. | 3. | 4. | 5. | 6. | 7. | 8. | 9. | 10. | 11. | 12. |
| ---------- | ----------------------------------- | -- | -- | -- | -- | -- | -- | -- | -- | -- | --- | --- | --- |
| 1.         | Elberfelder Schachgesellschaft 1851 |    | 4  | 4½ | 3½ | 4  | 3  | 3½ | 4  | 3½ | 3   | 4   | 4½  |
| 2.         | USV Halle                           | 2  |    | 3½ | 3  | 3  | 3  | 4½ | 4½ | 3  | 3½  | 3½  | 3½  |
| 3.         | Dresdner SC                         | 1½ | 2½ |    | 3  | 3½ | 4  | 3½ | 3½ | 4½ | 3½  | 1½  | 3½  |
| 4.         | Hamburger SK                        | 2½ | 3  | 3  |    | 2½ | 4½ | 4  | 5  | 2½ | 3½  | 3½  | 5½  |
| 5.         | Karlsruher Schachfreunde            | 2  | 3  | 2½ | 3½ |    | 4  | 3  | 1  | 2½ | 5   | 5½  | 3½  |
| 6.         | SK Holsterhausen                    | 3  | 3  | 2  | 1½ | 2  |    | 2½ | 3½ | 3½ | 3½  | 4   | 3½  |
| 7.         | Krefelder Schachklub Turm 1851      | 2½ | 1½ | 2½ | 2  | 3  | 3½ |    | 3  | 3  | 4½  | 3½  | 4   |
| 8.         | Rodewischer Schachmiezen            | 2  | 1½ | 2½ | 1  | 5  | 2½ | 3  |    | 4  | 3½  | 4   | 3½  |
| 9.         | Rotation Berlin                     | 2½ | 3  | 1½ | 3½ | 3½ | 2½ | 3  | 2  |    | 2   | 2½  | 4½  |
| 10.        | SC Leipzig-Gohlis                   | 3  | 2½ | 2½ | 2½ | 1  | 2½ | 1½ | 2½ | 4  |     | 4   | 3½  |
| 11.        | Spielvereinigung Leipzig 1899       | 2  | 2½ | 4½ | 2½ | ½  | 2  | 2½ | 2  | 3½ | 2   |     | 5½  |
| 12.        | SV 1920 Hofheim                     | 1½ | 2½ | 2½ | ½  | 2½ | 2½ | 2  | 2½ | 1½ | 2½  | ½   |     |

## Die Meistermannschaft
| 1.            | Elberfelder Schachgesellschaft 1851 |
| Schachfiguren | Peng Zhaoqin, Barbara Hund, Jordanka Mičić, Gisela Fischdick, Margita Woiska, Vera Medunova, Joyce Fongers, Silke Schubert, Claudia Schwarz, Helga Luft. |

## 2. Bundesliga
| Platz | Verein                 | M-Punkte | B-Punkte |
| ----- | ---------------------- | -------- | -------- |
| 1     | Turm Emsdetten (N)     | 11       | 25,5     |
| 2     | SG Heiligenhaus        | 10       | 27,5     |
| 3     | Weiße Dame Borbeck     | 07       | 18,5     |
| 4     | SF Dortmund-Brackel    | 04       | 14,0     |
| 5     | Krefelder SK II (N)    | 04       | 13,5     |
| 6     | Zugzwang Minden        | 04       | 13,5     |
| 7     | Königsspringer Hamburg | 02       | 12,5     |
|       | SG Bochum 31           | Rückzug  | Rückzug  |

| Platz | Verein                | M-Punkte | B-Punkte |
| ----- | --------------------- | -------- | -------- |
| 1     | SV Chemie Guben       | 13       | 31,0     |
| 2     | Vimaria Weimar (A)    | 11       | 28,0     |
| 3     | USV Potsdam           | 09       | 22,5     |
| 4     | USV Halle II          | 07       | 18,5     |
| 5     | SV Merseburg (N)      | 05       | 17,5     |
| 6     | ZSG Waltershausen (N) | 05       | 17,0     |
| 7     | SF Braunschweig 1929  | 04       | 15,5     |
| 8     | SV Görlitz 1990 (N)   | 02       | 18,0     |

| Platz | Verein                      | M-Punkte | B-Punkte |
| ----- | --------------------------- | -------- | -------- |
| 1     | SV Fortuna Regensburg       | 13       | 30,5     |
| 2     | TSV Zeulenroda (A)          | 12       | 26,5     |
| 3     | SV Stuttgart-Wolfbusch      | 09       | 27,0     |
| 4     | SG Augsburg (N)             | 06       | 18,5     |
| 5     | TSV Schott Mainz            | 05       | 19,5     |
| 6     | Karlsruher Schachfreunde II | 05       | 18,5     |
| 7     | Lok Leipzig Mitte           | 04       | 18,0     |
| 8     | FC Tegernheim               | 02       | 09,5     |

Der TSV Zeulenroda steht in der Nachfolge des Bundesliga-Absteigers aus Gera.